# ORP Korsarz
ORP Korsarz – polski okręt pomocniczy w służbie Marynarki Wojennej w latach 1945-1946; w okresie międzywojennym służył jako cywilny kuter pilotowy Pilot V, a po 1946 roku jako Pilot 4. Stał się pierwszą jednostką pływająca powojennej Marynarki Wojennej PRL i w ten sposób urósł do roli symbolu, mimo że był tylko jednostką pomocniczą i służył do celów gospodarczych.

## Historia i przebieg służby
Jednostka o konstrukcji drewnianej (dębowej) zbudowana została w 1936 w Stoczni Gdyńskiej dla Urzędu Morskiego w Gdyni jako kuter pilotowy „Pilot V”. Stanowił nieznacznie różniącą się jednostkę bliźniaczą zbudowanego wcześniej kutra „Pilot IV”, zaprojektowanego w Polsce. Projekt (o numerze 145) opracował zespół pod kierunkiem inż. Willego Dobrzyńskiego. Koszt jednostki wynosił 115 tysięcy zł. W czasie wojny używany był dalej przez Niemców jako kuter pilotowy L 5.
Po wyzwoleniu Gdyni został 7 kwietnia 1945 r. odnaleziony w porcie na Oksywiu w stanie nieuszkodzonym przez 1 Samodzielny Morski Batalion Zapasowy. Jednostka została następnie wcielona do służby jako zalążek Marynarki Wojennej pod nazwą ORP „Korsarz”. Banderę podniesiono 8 kwietnia 1945 r. o godz. 13 w Gdyni. Pierwszym dowódcą został mat Roman Radziejewski (który jako pierwszy wszedł na pokład kutra).
ORP "Korsarz" służył przede wszystkim do celów łącznikowych, transportowych i strażniczych, zapewniając też komunikację z Helem. 6 lipca 1945 r. jego załoga brała udział w ratowaniu osób ocalałych z katastrofy holownika „Krab”, który wraz z holowaną barką wszedł na minę. Z braku innych jednostek, służył także czasem do celów reprezentacyjnych. 15 grudnia 1945 r. kuter wraz z kolejnymi jednostkami (w tym ORP "Batory") utworzył Oddział Okrętów Pomocniczych i Przystani.
Z końcem sierpnia 1946 r. został zwrócony Głównemu Urzędowi Morskiemu. Otrzymał wolną nazwę „Pilot 4” i był dalej używany w swojej pierwotnej roli kutra pilotowego. W 1957 roku został wyposażony w nowy silnik Mac Laren Ricardo o mocy 160 KM. Służył w porcie w Gdyni do 1977 roku.